# The Day Is My Enemy
The Day Is My Enemy är det sjätte studioalbumet av den engelska elektroniska gruppen The Prodigy, utgivet den 30 mars 2015. Första singeln heter "Nasty" och släpptes 12 januari 2015 via gruppens Youtube-kanal.
Albumet nådde första plats på den brittiska albumlistan.

## Låtlista
| Nr  | Titel                                 | Längd |
| --- | ------------------------------------- | ----- |
| 1.  | The Day Is My Enemy                   | 4:24  |
| 2.  | Nasty                                 | 4:03  |
| 3.  | Rebel Radio                           | 3:52  |
| 4.  | Ibiza (featuring Sleaford Mods)       | 2:45  |
| 5.  | Destroy                               | 4:28  |
| 6.  | Wild Frontier                         | 4:28  |
| 7.  | Rok-Weiler                            | 3:50  |
| 8.  | Beyond the Deathray                   | 3:08  |
| 9.  | Rhythm Bomb (featuring Flux Pavilion) | 4:12  |
| 10. | Roadblox                              | 5:00  |
| 11. | Get Your Fight On                     | 3:38  |
| 12. | Medicine                              | 3:56  |
| 13. | Invisible Sun                         | 4:16  |
| 14. | Wall of Death                         | 4:12  |

| 15. | Rise of the Eagles | 3:47 |